# Major League Baseball 2022
La stagione 2022 della Major League Baseball si è aperta il 7 aprile e si è conclusa il 4 novembre 2022; la stagione regolare si è conclusa il 5 ottobre e i playoff sono iniziati il 7 ottobre.
L'inizio della stagione è stato posticipato a causa del lockout per l'impossibilità di trovare un accordo tra la MLB e la MLB Player Association sugli stipendi dei giocatori. Il lockout, durato dal 2 dicembre 2021 fino all'10 marzo 2022, ha bloccato l'intero sistema della lega, impedendo l'ingaggio di nuovi giocatori e lo svolgimento dello spring training, la sessione di allenamento primaverile.
Il 92º All-Star Game si è disputato il 19 luglio al Dodger Stadium di Los Angeles.
È la prima stagione che è stata giocata dai Cleveland Guardians dopo il cambio di nome avvenuto il 19 novembre 2021.

## Modifiche alle regole
Il nuovo accordo tra la MLB e la MLBPA ha previsto delle modifiche sostanziali al regolamento adottato in questa stagione.
- Il battitore designato (DH) viene attivato anche per la National League.[6]
- Nel caso di doubleheader (due scontri tra le medesime squadre in un solo giorno) vengono utilizzati 9 inning, e non più 7 come nelle stagioni 2020 e 2021.[6]
- I playoff vengono espansi fino ad avere 12 squadre (nelle stagioni precedenti erano 8): sia dalla American League che dalla National League verranno selezionate le 6 migliori squadre; vengono eliminati i Wild Card Game in favore di scontri al meglio delle tre partite; non verrà più giocato il 163º scontro e l'ordine in classifica verrà stabilito tramite diversi fattori.[7]
- La lega ha approvato l'utilizzo della tecnologia PitchCom, che consente ai lanciatori di comunicare direttamente al ricevitore il tipo di lancio e la zona in cui arriverà la palla tramite una pulsantiera.[8]

Il 22 marzo sono state introdotte regole aggiuntive, valide solo per questa stagione.
- Viene introdotta, esclusivamente per il 2022, la cosiddetta "Ōtani rule" (dal nome del lanciatore/battitore giapponese Shōhei Ōtani) che, nel caso in cui il lanciatore venga inserito nell'elenco di battuta come battitore designato, possa rimanere come battitore anche se sostituito sul monte.[6][9]
- Nel caso di extra inning, viene attivato il "ghost runner" e la squadra in attacco inizia il semi-inning con un corridore in seconda base.[6][9]
- Nel mese di aprile, i roster vengono ampliati da 26 a 28 giocatori per compensare la durata ridotta dello spring training.[9]

## Stagione regolare

### American League
AL East
| Squadra           | Vittorie | Sconfitte | Perc. | GB |
| ----------------- | -------- | --------- | ----- | -- |
| New York Yankees  | 99       | 63        | .611  | —  |
| Toronto Blue Jays | 92       | 70        | .568  | 7  |
| Tampa Bay Rays    | 86       | 76        | .531  | 13 |
| Baltimore Orioles | 83       | 79        | .512  | 16 |
| Boston Red Sox    | 78       | 84        | .481  | 21 |

AL Central
| Squadra             | Vittorie | Sconfitte | Perc. | GB |
| ------------------- | -------- | --------- | ----- | -- |
| Cleveland Guardians | 92       | 70        | .568  | —  |
| Chicago White Sox   | 81       | 81        | .500  | 11 |
| Minnesota Twins     | 78       | 84        | .481  | 14 |
| Detroit Tigers      | 66       | 96        | .407  | 26 |
| Kansas City Royals  | 65       | 97        | .401  | 27 |

AL West
| Squadra            | Vittorie | Sconfitte | Perc. | GB |
| ------------------ | -------- | --------- | ----- | -- |
| Houston Astros     | 106      | 56        | .654  | —  |
| Seattle Mariners   | 90       | 72        | .556  | 16 |
| Los Angeles Angels | 73       | 89        | .451  | 33 |
| Texas Rangers      | 68       | 94        | .420  | 38 |
| Oakland Athletics  | 60       | 102       | .370  | 46 |

1. 1 2 3  Vincitore division
2. 1 2 3  Wildcard

### National League
NL East
| Squadra               | Vittorie | Sconfitte | Perc. | GB |
| --------------------- | -------- | --------- | ----- | -- |
| Atlanta Braves        | 101      | 61        | .623  | —  |
| New York Mets         | 101      | 61        | .623  | —  |
| Philadelphia Phillies | 87       | 75        | .537  | 14 |
| Miami Marlins         | 69       | 93        | .426  | 32 |
| Washington Nationals  | 55       | 107       | .340  | 46 |

NL Central
| Squadra             | Vittorie | Sconfitte | Perc. | GB |
| ------------------- | -------- | --------- | ----- | -- |
| St. Louis Cardinals | 93       | 69        | .574  | —  |
| Milwaukee Brewers   | 86       | 78        | .524  | 8  |
| Chicago Cubs        | 74       | 88        | .457  | 19 |
| Cincinnati Reds     | 62       | 100       | .383  | 31 |
| Pittsburgh Pirates  | 62       | 100       | .383  | 31 |

NL West
| Squadra              | Vittorie | Sconfitte | Perc. | GB |
| -------------------- | -------- | --------- | ----- | -- |
| Los Angeles Dodgers  | 111      | 51        | .685  | —  |
| San Diego Padres     | 89       | 73        | .549  | 22 |
| San Francisco Giants | 81       | 81        | .500  | 30 |
| Arizona Diamondbacks | 74       | 88        | .457  | 37 |
| Colorado Rockies     | 68       | 94        | .420  | 43 |

1. 1 2 3  Vincitore division
2. 1 2 3  Wildcard

## Post season

### Tabellone
|  | Wild Card Games | Wild Card Games       | Wild Card Games |  |  | Division Series | Division Series       | Division Series |  |  | League Championship Series | League Championship Series | League Championship Series |  |  | World Series | World Series          | World Series |
|  |                 |                       |                 |  |  |                 |                       |                 |  |  |                            |                            |                            |  |  |              |                       |              |
|  | 6               | Tampa Bay Rays        | 0               |  |  |                 |                       |                 |  |  |                            |                            |                            |  |  |              |                       |              |
|  | 3               | Cleveland Guardians   | 2               |  |  | 3               | Cleveland Guardians   | 2               |  |  |                            |                            |                            |  |  |              |                       |              |
|  |                 |                       |                 |  |  | 2               | New York Yankees      | 3               |  |  | 2                          | New York Yankees           | 0                          |  |  |              |                       |              |
|  | 5               | Seattle Mariners      | 2               |  |  | American League | American League       | American League |  |  | 1                          | Houston Astros             | 4                          |  |  |              |                       |              |
|  | 4               | Toronto Blue Jays     | 0               |  |  | 5               | Seattle Mariners      | 2               |  |  |                            |                            |                            |  |  |              |                       |              |
|  |                 |                       |                 |  |  | 1               | Houston Astros        | 3               |  |  |                            |                            |                            |  |  | 1            | Houston Astros        | 4            |
|  | 6               | Philadelphia Phillies | 2               |  |  |                 |                       |                 |  |  |                            |                            |                            |  |  | 6            | Philadelphia Phillies | 2            |
|  | 3               | St. Louis Cardinals   | 0               |  |  | 6               | Philadelphia Phillies | 3               |  |  |                            |                            |                            |  |  |              |                       |              |
|  |                 |                       |                 |  |  | 2               | Atlanta Braves        | 1               |  |  | 6                          | Philadelphia Phillies      | 4                          |  |  |              |                       |              |
|  | 5               | San Diego Padres      | 2               |  |  | National League | National League       | National League |  |  | 5                          | San Diego Padres           | 1                          |  |  |              |                       |              |
|  | 4               | New York Mets         | 1               |  |  | 5               | San Diego Padres      | 3               |  |  |                            |                            |                            |  |  |              |                       |              |
|  |                 |                       |                 |  |  | 1               | Los Angeles Dodgers   | 1               |  |  |                            |                            |                            |  |  |              |                       |              |

### AL Wild Card
| Data                                           | Ospiti         | Casa                | Risultato |
| ---------------------------------------------- | -------------- | ------------------- | --------- |
| 7 ottobre                                      | Tampa Bay Rays | Cleveland Guardians | 1-2       |
| 8 ottobre                                      | Tampa Bay Rays | Cleveland Guardians | 0-1       |
| I Cleveland Guardians vincono la serie per 2-0 |                |                     |           |

| Data                                    | Ospiti           | Casa              | Risultato |
| --------------------------------------- | ---------------- | ----------------- | --------- |
| 7 ottobre                               | Seattle Mariners | Toronto Blue Jays | 4-0       |
| 8 ottobre                               | Seattle Mariners | Toronto Blue Jays | 10-9      |
| I Seattle Mariners vincono la serie 2-0 |                  |                   |           |

### NL Wild Card
| Data                                         | Ospiti                | Casa                | Risultato |
| -------------------------------------------- | --------------------- | ------------------- | --------- |
| 7 ottobre                                    | Philadelphia Phillies | St. Louis Cardinals | 6-3       |
| 8 ottobre                                    | Philadelphia Phillies | St. Louis Cardinals | 2-0       |
| I Philadelphia Phillies vincono la serie 2-0 |                       |                     |           |

| Data                                    | Ospiti           | Casa          | Risultato |
| --------------------------------------- | ---------------- | ------------- | --------- |
| 7 ottobre                               | San Diego Padres | New York Mets | 7-1       |
| 8 ottobre                               | San Diego Padres | New York Mets | 3-7       |
| 9 ottobre                               | San Diego Padres | New York Mets | 6-0       |
| I San Diego Padres vincono la serie 2-1 |                  |               |           |

### Division Series
| Data                                        | Ospiti           | Casa             | Risultato |
| ------------------------------------------- | ---------------- | ---------------- | --------- |
| 11 ottobre                                  | Seattle Mariners | Houston Astros   | 7-8       |
| 13 ottobre                                  | Seattle Mariners | Houston Astros   | 2-4       |
| 15 ottobre                                  | Houston Astros   | Seattle Mariners | 1-0       |
| Gli Houston Astros vincono la serie per 3-0 |                  |                  |           |

| Data                                    | Ospiti              | Casa                | Risultato |
| --------------------------------------- | ------------------- | ------------------- | --------- |
| 11 ottobre                              | Cleveland Guardians | New York Yankees    | 1-4       |
| 14 ottobre                              | Cleveland Guardians | New York Yankees    | 4-2       |
| 15 ottobre                              | New York Yankees    | Cleveland Guardians | 5-6       |
| 16 ottobre                              | New York Yankees    | Cleveland Guardians | 4-2       |
| 18 ottobre                              | Cleveland Guardians | New York Yankees    | 1-5       |
| I New York Yankees vincono la serie 3-2 |                     |                     |           |

| Data                                             | Ospiti                | Casa                  | Risultato |
| ------------------------------------------------ | --------------------- | --------------------- | --------- |
| 11 ottobre                                       | Philadelphia Phillies | Atlanta Braves        | 7-6       |
| 12 ottobre                                       | Philadelphia Phillies | Atlanta Braves        | 0-3       |
| 14 ottobre                                       | Atlanta Braves        | Philadelphia Phillies | 1-9       |
| 15 ottobre                                       | Atlanta Braves        | Philadelphia Phillies | 3-8       |
| I Philadelphia Phillies vincono la serie per 3-1 |                       |                       |           |

| Data                                        | Ospiti              | Casa                | Risultato |
| ------------------------------------------- | ------------------- | ------------------- | --------- |
| 11 ottobre                                  | San Diego Padres    | Los Angeles Dodgers | 3-5       |
| 12 ottobre                                  | San Diego Padres    | Los Angeles Dodgers | 5-3       |
| 14 ottobre                                  | Los Angeles Dodgers | San Diego Padres    | 1-2       |
| 15 ottobre                                  | Los Angeles Dodgers | San Diego Padres    | 3-5       |
| I San Diego Padres vincono la serie per 3-1 |                     |                     |           |

### League Championship Series
| Data                                    | Ospiti           | Casa             | Punteggio |
| --------------------------------------- | ---------------- | ---------------- | --------- |
| 19 ottobre                              | New York Yankees | Houston Astros   | 2-4       |
| 20 ottobre                              | New York Yankees | Houston Astros   | 2-3       |
| 22 ottobre                              | Houston Astros   | New York Yankees | 5-0       |
| 23 ottobre                              | Houston Astros   | New York Yankees | 6-5       |
| Gli Houston Astros vincono la serie 4-0 |                  |                  |           |

| Data                                         | Ospiti                | Casa                  | Punteggio |
| -------------------------------------------- | --------------------- | --------------------- | --------- |
| 18 ottobre                                   | Philadelphia Phillies | San Diego Padres      | 2-0       |
| 19 ottobre                                   | Philadelphia Phillies | San Diego Padres      | 5-8       |
| 21 ottobre                                   | San Diego Padres      | Philadelphia Phillies | 2-4       |
| 22 ottobre                                   | San Diego Padres      | Philadelphia Phillies | 6-10      |
| 23 ottobre                                   | San Diego Padres      | Philadelphia Phillies | 3-4       |
| I Philadelphia Phillies vincono la serie 4-1 |                       |                       |           |

### World Series
| Data                                        | Ospiti                | Casa                  | Punteggio |
| ------------------------------------------- | --------------------- | --------------------- | --------- |
| 28 ottobre                                  | Philadelphia Phillies | Houston Astros        | 6-5       |
| 29 ottobre                                  | Philadelphia Phillies | Houston Astros        | 2-5       |
| 31 ottobre                                  | Houston Astros        | Philadelphia Phillies | 0-7       |
| 1º novembre                                 | Houston Astros        | Philadelphia Phillies | 5-0       |
| 2 novembre                                  | Houston Astros        | Philadelphia Phillies | 3-2       |
| 4 novembre                                  | Philadelphia Phillies | Houston Astros        | 1-4       |
| Gli Houston Astros vincono la serie per 4-2 |                       |                       |           |

## Premi

### Premi mensili e settimanali

#### Giocatore del mese
| Mese      | American League                    | National League                        |
| --------- | ---------------------------------- | -------------------------------------- |
| Aprile    | José Ramírez (Cleveland Guardians) | Nolan Arenado (St. Louis Cardinals)    |
| Maggio    | Aaron Judge (New York Yankees)     | Paul Goldschmidt (St. Louis Cardinals) |
| Giugno    | Yordan Álvarez (Houston Astros)    | Kyle Schwarber (Philadelphia Phillies) |
| Luglio    | Aaron Judge (New York Yankees)     | Austin Riley (Atlanta Braves)          |
| Agosto    | Alex Bregman (Houston Astros)      | Nolan Arenado (St. Louis Cardinals)    |
| Settembre | Aaron Judge (New York Yankees)     | Eduardo Escobar (Milwaukee Brewers)    |

#### Lanciatore
| Mese      | American League                      | National League                      |
| --------- | ------------------------------------ | ------------------------------------ |
| Aprile    | Logan Gilbert (Seattle Mariners)     | Pablo Lopez (Miami Marlins)          |
| Maggio    | Zack Wheeler (Philadelphia Phillies) | Martín Pérez (Texas Rangers)         |
| Giugno    | Dylan Cease (Chicago White Sox)      | Sandy Alcántara (Miami Marlins)      |
| Luglio    | Dylan Cease (Chicago White Sox)      | Merrill Kelly (Arizona Diamondbacks) |
| Agosto    | Drew Rasmussen (Tampa Bay Rays)      | Zac Gallen (Arizona Diamondbacks)    |
| Settembre | Alek Manoah (Toronto Blue Jays)      | Yū Darvish (San Diego Padres)        |

#### Esordiente del mese
| Mese      | American League                    | National League                      |
| --------- | ---------------------------------- | ------------------------------------ |
| Aprile    | Steven Kwan (Cleveland Guardians)  | Seiya Suzuki (Chicago Cubs)          |
| Maggio    | Julio Rodríguez (Seattle Mariners) | Luis González (San Francisco Giants) |
| Giugno    | Julio Rodríguez (Seattle Mariners) | Michael Harris (Atlanta Braves)      |
| Luglio    | Julio Rodríguez (Seattle Mariners) | Spencer Strider (Atlanta Braves)     |
| Agosto    | George Kirby (Seattle Mariners)    | Michael Harris (Atlanta Braves)      |
| Settembre | Steven Kwan (Cleveland Guardians)  | Michael Harris (Atlanta Braves)      |

#### Rilievo del mese
| Mese      | American League                      | National League                   |
| --------- | ------------------------------------ | --------------------------------- |
| Aprile    | Jordan Romano (Toronto Blue Jays)    | Josh Hader (Milwaukee Brewers)    |
| Maggio    | Clay Holmes (New York Yankees)       | David Bevnar (Pittsburgh Pirates) |
| Giugno    | Emmanuel Clase (Cleveland Guardians) | Edwin Díaz (New York Mets)        |
| Luglio    | Jordan Romano Toronto Blue Jays      | Edwin Díaz (New York Mets)        |
| Agosto    | Emmanuel Clase (Cleveland Guardians) | Edwin Díaz (New York Mets)        |
| Settembre | Emmanuel Clase (Cleveland Guardians) | Camilo Doval San Francisco Giants |

#### Giocatore della settimana
| Settimana          | American League                           | National League                        | Settimana              | American League                         | National League                        |
| ------------------ | ----------------------------------------- | -------------------------------------- | ---------------------- | --------------------------------------- | -------------------------------------- |
| 7-10 aprile        | Alex Bregman (Houston Astros)             | Nolan Arenado (St. Louis Cardinals)    | 4-10 luglio            | Corey Seager (Texas Rangers)            | Austin Riley (Atlanta Braves)          |
| 11-17 aprile       | José Ramírez (Cleveland Guardians)        | Seiya Suzuki (Chicago Cubs)            | 11-17 luglio           | Matt Carpenter (New York Yankees)       | Freddie Freeman (Los Angeles Dodgers)  |
| 18-24 aprile       | Miguel Cabrera (Detroit Tigers)           | Cody Bellinger (Los Angeles Dodgers)   | 11-17 luglio           | Matt Carpenter (New York Yankees)       | Freddie Freeman (Los Angeles Dodgers)  |
| 18-24 aprile       | Ty France (Seattle Mariners)              | Cody Bellinger (Los Angeles Dodgers)   | 18-24 luglio           | Aaron Judge (New York Yankees)          | Paul Goldschmidt (St. Louis Cardinals) |
| 25 aprile-1 maggio | Taylor Ward (Los Angeles Angels)          | Willy Adames (Milwaukee Brewers)       | 25-31 luglio           | Aaron Judge (New York Yankees)          | Merrill Kelly (Arizona Diamondbacks)   |
| 2-8 maggio         | Manuel Margot (Tampa Bay Rays)            | Rowdy Tellez (Milwaukee Brewers)       | 1-7 agosto             | Kevin Gausman (Toronto Blue Jays)       | Nolan Arenado (St. Louis Cardinals)    |
| 9-15 maggio        | Reid Detmers (Los Angeles Angels)         | Bryce Harper (Philadelphia Phillies)   | 8-14 agosto            | Vinnie Pasquantino (Kansas City Royals) | Manny Machado (San Diego Padres)       |
| 16-23 maggio       | Trevor Story (Boston Red Sox)             | Sandy Alcantara (Miami Marlins)        | 15-21 agosto           | Johnny Cueto (Chicago White Sox)        | Paul Goldschmidt (St. Louis Cardinals) |
| 16-23 maggio       | Trevor Story (Boston Red Sox)             | Sandy Alcantara (Miami Marlins)        | 15-21 agosto           | Johnny Cueto (Chicago White Sox)        | Albert Pujols (St. Louis Cardinals)    |
| 24-30 maggio       | José Ramírez (Cleveland Guardians)        | Francisco Lindor (New York Mets)       | 22-28 agosto           | Nathaniel Lowe (Texas Rangers)          | Mookie Betts (Los Angeles Dodgers)     |
| 31 maggio-5 giugno | Yordan Álvarez (Houston Astros)           | Brendan Rodgers (Colorado Rockies)     | 29 agosto-4 settembre  | Xander Bogaerts (Boston Red Sox)        | Zac Gallen (Arizona Diamondbacks)      |
| 6-12 giugno        | Byron Buxton (Minnesota Twins)            | Hunter Greene (Cincinnati Reds)        | 5-11 settembre         | Bo Bichette (Toronto Blue Jays)         | Freddie Freeman (Los Angeles Dodgers)  |
| 13-19 giugno       | Vladimir Guerrero Jr. (Toronto Blue Jays) | Paul Goldschmidt (St. Louis Cardinals) | 12-18 settembre        | Yordan Álvarez (Houston Astros)         | Yū Darvish (San Diego Padres)          |
| 20-26 giugno       | Isaac Paredes (Tampa Bay Rays)            | Freddie Freeman (Los Angeles Dodgers)  | 19-25 settembre        | Steven Kwan (Cleveland Guardians)       | Pete Alonso (New York Mets)            |
| 20-26 giugno       | Isaac Paredes (Tampa Bay Rays)            | Freddie Freeman (Los Angeles Dodgers)  | 19-25 settembre        | Steven Kwan (Cleveland Guardians)       | Albert Pujols (St. Louis Cardinals)    |
| 27 giugno-3 luglio | Julio Rodríguez (Seattle Mariners)        | Rhys Hoskins (Philadelphia Phillies)   | 26 settembre-2 ottobre | Aaron Judge (New York Yankees)          | Matt Olson (Atlanta Braves)            |
| 27 giugno-3 luglio | Julio Rodríguez (Seattle Mariners)        | Rhys Hoskins (Philadelphia Phillies)   | 26 settembre-2 ottobre | J.D. Martinez (Boston Red Sox)          | Matt Olson (Atlanta Braves)            |